# لایحه حل‌وفصل ۱۷۰۱

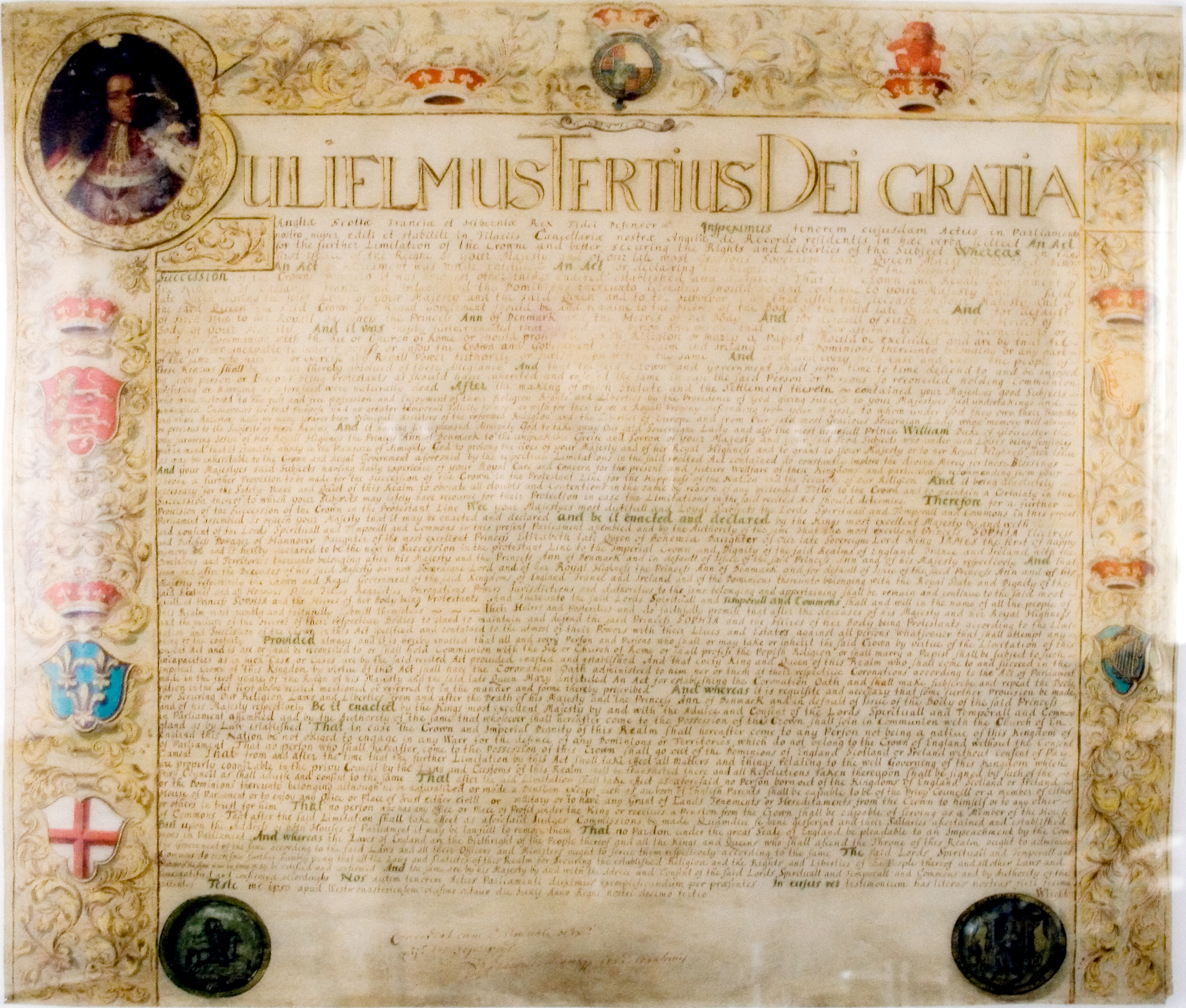
لایحه حل و فصل

لایحه حل و فصل از لوایح پارلمان انگلستان است که در سال ۱۷۰۱ برای حل و فصل این مسئله به تصویب رسید که جانشینی تاج‌های انگلستان و ایرلند فقط به پروتستان‌ها محدود شود. تأثیر این لایحه این بود که نوادگان چارلز یکم (به غیر از نوه پروتستان شاهدخت آن (ملکه آن بعدی) را از جانشینی محروم کرد، زیرا پروتستان بعدی در خط تاج و تخت، انتخابگر سوفیای هانوفر، نوه جیمز ششم و یکم بود. پس از او، تاج‌ها فقط به وارثان غیر کاتولیک او می‌رسد.